# ミロネンコ反射函数
数学において、ある力学系の反射函数（はんしゃかんすう、英: reflecting function）{\displaystyle \,F(t,x)} とは、式 {\displaystyle \,x(-t)=F(t,x(t))} によって過去の状態 {\displaystyle \,x(-t)} と未来の状態 {\displaystyle \,x(t)} を結びつけるものである。ウラジミール・ミロネンコによって導入された。

## 定義
コーシー形式での一般解 {\displaystyle \varphi (t;t_{0},x)} を持つ微分方程式系 {\displaystyle {\dot {x}}=X(t,x)} に対して、反射函数は式 {\displaystyle F(t,x)=\varphi (-t;t,x)} で定義される。

## 応用
ベクトル函数 {\displaystyle \,x(-t)} が {\displaystyle \,t} に関して周期 {\displaystyle \,2\omega } であるなら、{\displaystyle \,F(-\omega ,x)} は {\displaystyle \,[-\omega ;\omega ]} において周期的な微分方程式系 {\displaystyle {\dot {x}}=X(t,x)} の変換（ポアンカレ写像）である。したがって反射函数に関する既知の結果より、その系の周期解の初期データ {\displaystyle \,(\omega ,x_{0})} を求め、解の安定性を調べることが可能となる。
系 {\displaystyle {\dot {x}}=X(t,x)} の反射函数 {\displaystyle \,F(t,x)} に対し、基本的な次の関係
{\displaystyle \,F_{t}+F_{x}X+X(-t,F)=0,\qquad F(0,x)=x}
が成立する。
したがって、初等函数に対してですら、直交系において可積分でないポアンカレ写像を見つけることがしばしば可能となる。